# Nara Singh
Nara Singh noto anche come Chingthanglen Pamheiba o Meetingu Lairen Nonglen Sendreng Manik Khomba (Langthabal, 1792 – Imphal, 11 aprile 1850) è stato un principe e generale indiano.
È stato Raja di Manipur dal 1844 al 1850.

## Biografia

### I primi anni
Nara Singh era figlio del raja Badra Singh (r. aprile - giugno 1825) e della rana Loitongbam Chanu Premlata nonché pronipote del raja Pamheiba (r. 1709–1748). Nacque al Sangolbal Moirang Leirak, Imphal, Manipur. Secondo il Cheitharol Kumbaba suo padre Badra Singh ebbe diversi incarichi nell'amministrazione dello stato incluso quello di primo ministro durante il regno di Bhagyachandra (r. 1763–1799). Per il suo coinvolgimento in una cospirazione contro lo stesso sovrano, Badra Singh venne esiliato a Cachar nel 1796, dove anche il piccolo Nara si trasferì al seguito della famiglia.
Nel 1819, lo stato di Manipur venne occupato dalle forze birmane. Alcuni principi come Herachandra e Yumjaotaba tentarono di liberare Manipur, ma senza successo; i birmani nominarono a loro volta dei sovrani per il Manipur che però ebbero un controllo limitato sullo stato. Nara Singh, data anche la sua giovane età, non venne coinvolto nella lotta per il trono di Manipur e rimase invece a Cachar, supportando invece la causa di suo cugino Gambhir Singh che negoziò con gli inglesi per la liberazione di Cachar e Manipur.

### La prima guerra anglo-birmana
Nara Singh divenne ufficiale comandante delle truppe al seguito di Gambhir Singh, che fu la forza primaria che si contrappose ai birmani a Cachar ed a Manipur. Nara Singh ottenne per questo servizio una pensione di 100 rupie al mese dal governo britannico dopo la conclusione della prima guerra anglo-birmana (1824–1826). Mostrò coraggio e abilità sul campo, liberando Manipur nel giugno del 1825. Combatté l'ultimo scontro a Tamu, nell'odierno Myanmar, tra il dicembre ed il gennaio del 1826. Nara Singh giocò un ruolo fondamentale nell'infliggere una pesante sconfitta alle armate birmane ed a ricacciarle oltre gli storici confini rappresentati dal corso del fiume Ningthi. Il trattato di Yandabo (1826) concluse la prima guerra anglo-birmana, a seguito della quale Gambhir Singh venne proclamato sovrano di Manipur.

### Comandante generale delle armate di Manipur
Durante il regno di suo cugino Gambhir Singh (r. 1826–1834), Nara Singh fu Senapati (comandante generale) delle armate di Manipur. Condusse cinque spedizioni militari sulle colline attorno a Manipur per soggiogare i capi locali ribelli al governo del nuovo raja. Nel dicembre del 1826, condusse una spedizione militare contro Thonglang Hao; nel febbraio del 1827, guidò una spedizione nel Khaki Hao; nell'ottobre del 1828 fu impegnato nel Kongchai e nell'aprile del 1831, attaccò nuovamente il Khaki Hao, razziando venti villaggi.

### Reggente di Manipur
Gambhir Singh sedette sul trono per otto anni, sino a quando non decise di intraprendere un viaggio in pellegrinaggio nella località sacra di Brindavana dopo aver affidato il governo dello stato e la tutela di suo figlio, Chadrakirti, a Nara Singh. Quando tutti i preparativi erano ormai fissati, però, la salute del re peggiorò e questi morì il 9 gennaio 1834. Rifiutando la corona che gli veniva offerta a furor di popolo, Nara Singh decse di incoronare Chandrakirti, il giovane principe di appena quattro anni, al suo posto, di modo da consentirgli di agire come suo reggente. L'intero regno di Chandra Kirti, venne funestato da molte rivolte, comprese quelle di palazzo guidate dal principe Tarang Khomba (maggio 1836), dal principe Jogendrajit Singh (giugno 1835), dal principe Tribubanjit Singh (aprile-maggio 1841), dal principe Karaba (maggio 1841), dal principe Chiba (maggio 1841), dal principe Parbitan Singh, dal principe Norendrajit Singh e dal principe Nilambar Singh (settembre 1841). Durante il regno del giovane Chandra Kirti, Nara Singh condusse nuove spedizioni militari contro Phumnung Hao (settembre 1835), Awang Hao (febbraio 1836), Khaki Hao (aprile 1836), Koirek (dicembre 1838), Awang Hao (settembre 1839), Nungbi e Nunghar (ottobre 1839), Khongchai (ottobre 1840), Khaki Hao e Kolek Hao (febbraio-marzo 1842), Ngamei (gennaio–febbraio 1843) e Khaki Hao (aprile 1843).

### La cospirazione della regina madre Kumudini
Nara Singh sovrintendeva di fatti all'amministrazione dello stato di Manipur come reggente con efficienza e cura per il popolo, conservandosi quella fama di benevolenza che aveva già ottenuto all'epoca del regno del raja Gambhir Singh. La sua popolarità, ad ogni modo, creò paura e gelosia nel cuore della regina vedova, Kumudini, madre del giovane Chandra Kirti. Questa organizzò quindi un complotto per assassinare il reggente, inviandogli il principe Nabin con l'intento di ucciderlo. Il complotto però venne scoperto e fallì e la regina col figlio Chandra Kirti vennero costretti all'esilio a Cachar.

### Il regno
All'abdicazione forzata di Chandrakirti Singh nel 1844, Nara Singh ascese infine al trono per salvare il regno dal caos e dall'anarchia che minacciavano di riprendere piede. Secondo il Cheitharol Kumbaba, Nara Singh ascese al trono l'8 febbraio 1844 all'età di 52 anni, venendo incoronato il 22 novembre successivo. Uno dei suoi primi atti fu quello di spostare la capitale da Langthabal a Imphal.

### La morte
Dopo un regno di soli sei anni, il raja Nara Singh morì al palazzo di Kangla l'11 aprile 1850. La sua figura fu così popolare che il suo successore stabilì che ogni anno, il giorno della sua morte, sarebbe stata proclamata festa nazionale per il Manipur, tradizione che è stata interrotta e poi ripresa dal governo del Manipur nel 2001.